# Bezetting van de Al-Masjid al-Haram

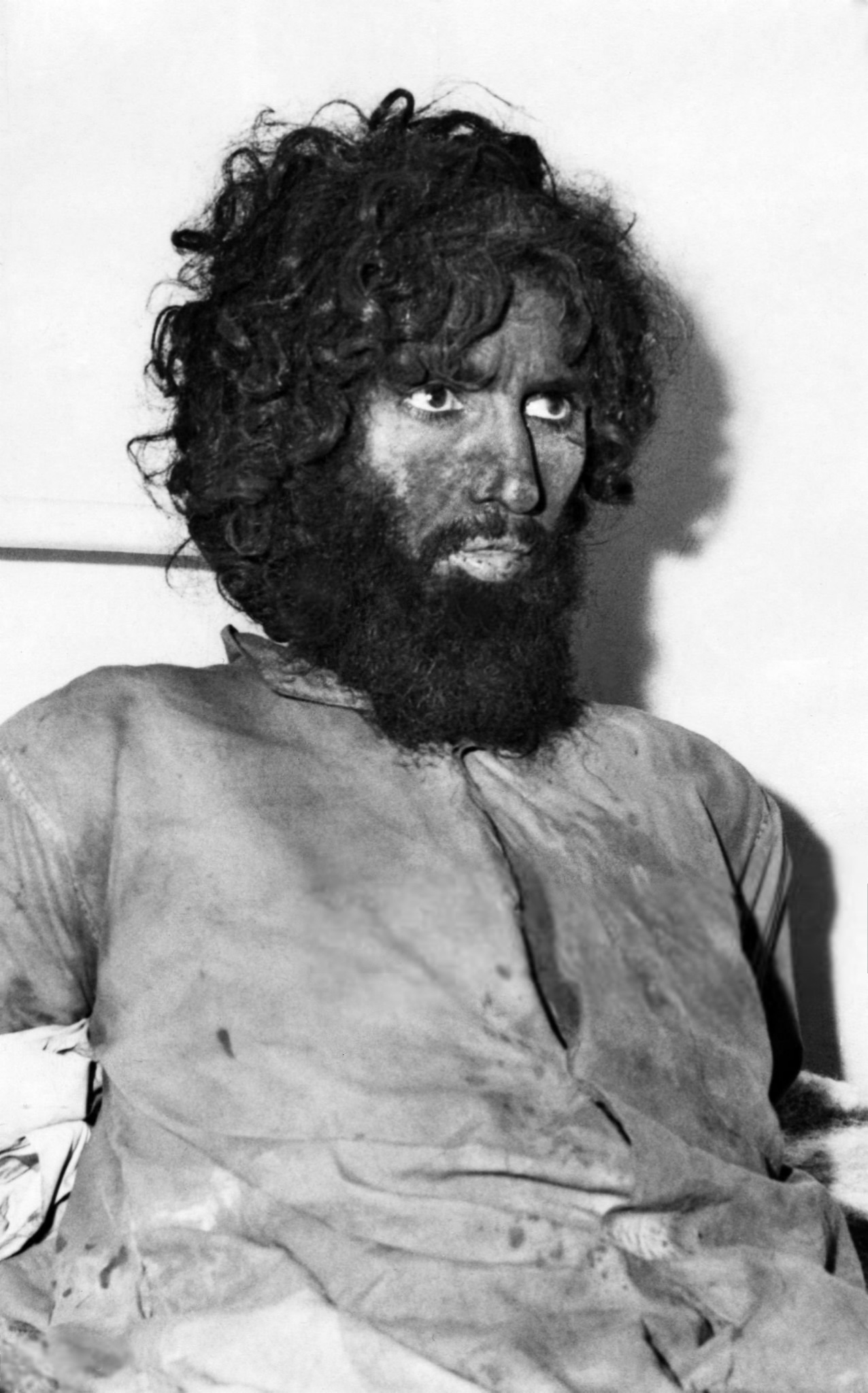
Juhayman al-Otaybi

De bezetting van de Al-Masjid al-Haram in de stad Mekka in Saoedi-Arabië vond plaats op 20 november 1979. Bij deze actie bezetten terroristische strijders de heiligste plek binnen de islam. De veroveraars meldden de komst van de Mahdi, de verwachte bevrijder binnen sommige stromingen van de islam, in de persoon van Mohammed Abdullah al-Qahtani, een van hun leiders.
De gijzelingsactie, die drie weken na de jaarlijkse bedevaart (hadj) naar Mekka plaatsvond, schokte de gehele islamitische wereld. Na twee weken maakte een operatie van veiligheidstroepen een einde aan de bezetting. Hierbij vielen honderden doden. De bezetting was het kantelpunt voor Saoedi-Arabië. De regering besloot daarna een striktere islamitische wetgeving in te voeren om islamitische extremisten wind uit de zeilen te nemen.

## Achtergrond
Juhayman al-Otaybi leidde de bezetting. Hij was afkomstig uit de machtige familie in Nadjd. Hij verklaarde dat zijn zwager Al-Qahtani de Mahdi was. Zijn volgers geloofden daarin, omdat zijn naam en die van zijn vader identiek waren aan de naam van de profeet Mohammed en diens vader. De dag van de aanval was volgens de islamitische jaartelling de eerste dag van het jaar 1400. Volgens een hadith zou dat de dag zijn waarop de Mahdi zich zou openbaren. De bezetters waren voorstanders van een striktere toepassing van de islamitische wetten. Zij wilden dat vrouwen geen onderwijs meer zouden krijgen, het afschaffen van televisie en het uitzetten van niet-moslims. Ze waren bovendien zeer kritisch op de Saoedische regering vanwege haar banden met de Verenigde Staten en andere westerse landen.
De zwagers hadden elkaar ontmoet toen zij beiden wegens opruiing gedetineerd waren. Otaibi beweerde toen een visioen van Allah te hebben ontvangen, waarin hem werd meegedeeld dat Al-Qahtani de Mahdi was. Ze besloten een nieuwe theocratische staat te stichten. De meeste aanhangers wierven zij onder theologiestudenten van de Islamitische universiteit van Medina. Andere volgelingen kwamen uit Jemen, Koeweit en Egypte. Beide zwagers konden ongestoord hun radicale boodschap uitdragen in moskeeën verspreid over het land. Leden van de Oelema ondervroegen hen over de vermeende ketterij, maar waren voorzichtig met actie tegen hen te ondernemen. Zij vreesden namelijk de islamitische extremisten daarmee alleen maar in de kaart te spelen.
Door donaties van rijke volgelingen kon de groep zich goed bewapenen en trainingen volgen. Sommige waren lid geweest van de Nationale Garde. In de weken voorafgaand aan de bezettingsactie werden er veel wapens en munitie de moskee binnengesmokkeld en verborgen in verschillende van de vele ruimten onder de moskee.

## Aanval
Het was gebruikelijk dat pelgrims die geen onderdak hadden, in de moskee sliepen, en dat sommigen van hen lijkkisten bij zich hadden in de hoop dat de doden iets van de zegeningen zouden meekrijgen in deze heilige omgeving. Een deel van de rebellen had ook in de moskee overnacht en doodkisten gevuld met wapens meegenomen. Andere bezetters betraden de moskee de volgende dag tijdens het ochtendgebed. De meesten van hen hadden de Saoedische nationaliteit, hoewel zich onder hen ook Afro-Amerikanen bevonden die zich tot de islam hadden bekeerd.
In de ochtend van 20 november 1979 bereidde de imam van de Al-Masjid al-Haram zich voor om het ochtendgebed te leiden voor vijftigduizend man. Hij werd belaagd door enkele aanvallers die wapens onder hun kleren hadden verborgen. Zij schoten twee agenten neer die bij de ingang op wacht stonden en sloten de toegangen met kettingen af. In totaal hielden meer dan vierhonderd mannen en enkele vrouwen met kinderen de moskee bezet. Een aantal personeelsleden van de moskee slaagde erin op tijd te vluchten en sloeg alarm.
De bezetters lieten de meeste gijzelaars vrij en sloten de rest op in het heiligdom. Zij namen defensieve posities in en installeerden scherpschutters op de minaretten. De gijzelaars moesten helpen duizenden gebedskleden op te rollen om er de poorten mee te blokkeren. Buiten de moskee was onbekend hoeveel bezetters en gijzelaars zich binnen bevonden. Kort na het begin van de bezetting probeerde een honderdtal veiligheidsagenten van het ministerie van Binnenlandse Zaken de moskee te heroveren. De aanval leidde tot een groot aantal slachtoffers. Daarna kregen zij steun van het Saoedische leger en de Nationale Garde. In opdracht van de Saoedische regering was de hele stad tegen de avond ontruimd. Om ruchtbaarheid te voorkomen liet de Saoedische regering al het internationale telefoonverkeer afsluiten.
Turki bin Faisal al-Saoed, het hoofd van de Saoedische inlichtingendienst, betrok een commandopost op enkele honderden meters van de moskee. In de volgende weken leidde hij daaruit de pogingen de moskee opnieuw in te nemen. De Saoedische troepen werden geïnstrueerd en getraind door een Franse politie-eenheid. De Fransen bleven zelf op gepaste afstand, omdat niet-moslims de heilige stad Mekka niet mochten betreden. Eerst moest er bovendien toestemming worden gezocht van de Oelema, de religieuze adviesraad van de regering, om de Al-Masjid al-Haram aan te vallen, omdat geweld binnen of tegen de moskee verboden was. Saillant detail was dat Abdul Aziz bin Baz, het hoofd van de raad, eerder in Medina les had gegeven aan Otaibi. De Oelema vaardigde een fatwa uit met toestemming om de moskee aan te vallen.
De Saoedische troepen lanceerden hierna een aantal aanvallen op drie van de belangrijkste poorten tot de moskee. Zij kwamen echter nooit dichtbij doordat sluipschutters schoten op alles wat bewoog. Het omroepsysteem van de moskee werd door de bezetters gebruikt om hun boodschap uit te dragen door de straten van Mekka. Op een gegeven moment daalden Saoedische commando's aan touwen uit helikopters neer op de binnenplaats van de moskee. Zij werden gevangengenomen door de bezetters die hoger gelegen posities innamen. Ook pogingen om de moskee door de ondergrondse gangen van het gebouw te heroveren hadden slechts beperkt succes.
Toch rukten de Saoedische troepen langzaam op. Rond 27 november hadden zij het grootste deel van de moskee in handen. De Kaäba, het heiligste deel van de moskee, was ongeschonden uit de strijd gekomen. De Saoedische soldaten hadden opdracht gekregen niet in de richting van het gebouw te schieten. Op hun beurt respecteerden de bezetters de Kaäba ook als een heilige plek, wat voorkwam dat zij zich daar verschansten. Dit ging wel gepaard met zware verliezen. Een deel van de bezetters raakte gedesillusioneerd toen de vermeende Mahdi het leven verloor door een granaat. Na een vermaning van Juhayman besloten zij de strijd voort te zetten. In de gewelven onder de moskee bleven sommige bezetters verzet bieden zonder zich over te geven. In enkele delen van Mekka kwam het ook tot gevechten doordat er militanten door de omsingeling heen waren gebroken. De strijd duurde nog twee weken lang.

## Nasleep en reacties
Volgens de Saoedische autoriteiten bedroeg het dodental officieel 270 personen, onder wie 127 militairen. Verder waren er 560 gewonden. Volgens diplomaten lag het daadwerkelijke dodental veel hoger, waarschijnlijk in de buurt van de duizend of meer.
Otaibi viel levend in handen van de Saoedische troepen, samen met 67 andere rebellen. Zij werden in het geheim berecht en de meeste – 63 in totaal – ter dood veroordeeld. Op 9 januari 1980 vond de executie plaats in een achttal Saoedische steden. Het vonnis was uitgevaardigd door koning Khalid en bekrachtigd door de Oelama. De vermeende Mahdi Al-Qahtani was tijdens de gevechten rond de moskee reeds gedood.
In Iran stelde ayatollah Khomeini op de radio dat de aanval het werk zou zijn van criminele Amerikaanse imperialisten en het internationale zionisme. In verschillende islamitische landen waren er felle demonstraties tegen de Verenigde Staten. In de Pakistaanse hoofdstad Islamabad werd de Amerikaanse ambassade bestormd en met de grond gelijk gemaakt. Datzelfde gebeurde later in de Libische hoofdstad Tripoli.
De reactie van de koninklijke familie op de aanval was dat zij veel strenger ging toezien op het naleven van de regels van een veel striktere vorm van de islam. Zo werden bioscopen bijvoorbeeld gesloten en kreeg de Oelema meer zeggenschap binnen de regering. De nieuwe maatregelen hadden maar ten dele effect. Ook daarna was er sprake van een groeiend islamisme bij de bevolking.